# Apisa rendalli
Apisa rendalli là một loài bướm đêm thuộc phân họ Arctiinae, họ Erebidae.